# Lijst van voetbalinterlands Kroatië - San Marino
Deze lijst van voetbalinterlands is een overzicht van alle officiële voetbalwedstrijden tussen de nationale teams van Kroatië en San Marino. De landen speelden tot op heden drie keer tegen elkaar. De eerste ontmoeting, een kwalificatiewedstrijd voor het Wereldkampioenschap voetbal 2002, werd gespeeld in Varaždin op 2 juni 2001. Het laatste duel, een vriendschappelijke wedstrijd, werd gespeeld o 4 juni 2016 in Rijeka op 4 juni 2016. Voor het Kroatisch voetbalelftal was dit een oefenwedstrijd in de voorbereiding op het Europees kampioenschap voetbal 2016.

## Wedstrijden
| № | Plaats     | Datum            | Competitie           | Wedstrijd            | Uitslag |
| - | ---------- | ---------------- | -------------------- | -------------------- | ------- |
| 1 | Varaždin   | 2 juni 2001      | WK 2002 kwalificatie | Kroatië – San Marino | 4 – 0   |
| 2 | Serravalle | 5 september 2001 | WK 2002 kwalificatie | San Marino – Kroatië | 0 – 4   |
| 3 | Rijeka     | 4 juni 2016      | Vriendschappelijk    | Kroatië – San Marino | 10 – 0  |

## Samenvatting
| Competitie        | Totaal gespeeld | Winst Kroatië | Gelijk | Winst San Marino | Doelsaldo Kroatië – San Marino |
| ----------------- | --------------- | ------------- | ------ | ---------------- | ------------------------------ |
| WK-kwalificatie   | 2               | 2             | 0      | 0                | 8 − 0                          |
| Vriendschappelijk | 1               | 1             | 0      | 0                | 10 – 0                         |
| Totaal            | 3               | 3             | 0      | 0                | 18 − 0                         |

## Details

### Eerste ontmoeting
| WK 2002 kwalificatie (Varaždin, Kroatië, 2 juni 2001):                       |       |            |
| Kroatië                                                                      | 4 – 0 | San Marino |
| Goran Vlaović 2' Boško Balaban 29' Davor Šuker 53' (pen.) Davor Vugrinec 61' | goals |            |

### Tweede ontmoeting
| WK 2002 kwalificatie (Serravalle, San Marino, 5 september 2001): |              | |
| San Marino | 0 – 4        | Kroatië |
| | goals        | 40' Niko Kovač 49' (pen.) Robert Prosinečki 77' Zvonimir Soldo 90+1' Robert Prosinečki                                                                                |
| Giampaolo Mazza | bondscoach   | Mirko Jozić |
| Federico Gasperoni Simone Della Balda Ivan Matteoni Luca Gobbi Mirco Gennari Mauro Marani 58' Ermanno Zonzini 88' Riccardo Muccioli Andy Selva Paolo Montagna 62' Bryan Gasperoni | opstellingen | Tomislav Butina Boris Živković Robert Jarni Igor Štimac Dario Šimić Zvonimir Soldo 78' Mario Stanić Niko Kovač Robert Prosinečki 63' Goran Vlaović 63' Davor Vugrinec |
| Vittorio Valentini 58' Andrea Ugolini 62' Luca Nanni 88' | wissels      | 63' Boško Balaban 63' Daniel Šarić 78' Davor Šuker |
| Mauro Marani 31' Ermanno Zonzini 45' Andy Selva 52' | gele kaarten | 30' Niko Kovač 52' Dario Šimić |
| - Debuut van doelman Tomislav Butina (Dinamo Zagreb) voor Kroatië. |              | |

HNS · A-internationals · Selecties · Bondscoaches · Statistieken · Kroatisch vrouwenelftal · Olympisch elftal · Kroatië U21 · Kroatië U20 · Kroatië U19 · Kroatië U18 · Kroatië U17 · Kroatië U16
1940 – 1956 ·
1990 – 1999 ·
2000 – 2009 ·
2010 – 2019 ·
2020 − 2029
EK's: 1996 · 
2000 · 
2004 · 
2008 · 
2012 · 
2016 · 
2020 · 
2024
WK's: 1998 · 
2002 · 
2006 · 
2010 · 
2014 · 
2018 · 
2022
1940 · 
1941 · 
1942 · 
1943 · 
1944 · 
1945–1955 · 
1956 · 
1957–1989 · 
1990 · 
1991 · 
1992 · 
1993 · 
1994 · 
1995 · 
1996 · 
1997 · 
1998 · 
1999 · 
2000 · 
2001 · 
2002 · 
2003 · 
2004 · 
2005 · 
2006 · 
2007 · 
2008 · 
2009 · 
2010 · 
2011 · 
2012 · 
2013 ·  
2014 · 
2015 · 
2016 · 
2017 · 
2018 ·
2019 ·
2020 ·
2021 ·
2022 ·
2023
Albanië ·
Andorra ·
Argentinië ·
Armenië ·
Australië ·
Azerbeidzjan · 
België ·
Bosnië en Herzegovina ·
Brazilië ·
Bulgarije ·
Canada ·
Chili ·
China ·
Cyprus ·
Denemarken ·
Duitsland ·
Ecuador ·
Egypte ·
Engeland ·
Estland ·
Finland ·
Frankrijk ·
Georgië ·
Gibraltar ·
Griekenland ·
Hongarije ·
Hongkong ·
Ierland ·
IJsland ·
Indonesië ·
Iran ·
Israël ·
Italië ·
Jamaica ·
Japan ·
Joegoslavië ·
Jordanië ·
Kameroen · 
Kazachstan ·
Kosovo ·
Letland ·
Litouwen ·
Liechtenstein ·
Mali ·
Malta ·
Marokko · 
Mexico ·
Moldavië ·
Nederland ·
Nigeria ·
Noord-Ierland ·
Noord-Macedonië ·
Noorwegen ·
Oekraïne ·
Oostenrijk ·
Peru ·
Polen ·
Portugal ·
Qatar ·
Roemenië ·
Rusland ·
San Marino ·
Saoedi-Arabië ·
Schotland ·
Senegal · 
Servië · 
Slovenië ·
Slowakije ·
Spanje ·
Tsjechië ·
Tunesië ·
Turkije ·
Wales ·
Wit-Rusland ·
Zuid-Korea ·
Zweden ·
Zwitserland
Argentinië (2018) ·
Argentinië (2022) ·
Australië (2006) ·
België (2022) ·
Brazilië (2006) ·
Brazilië (2014) ·
Brazilië (2022) ·
Denemarken (2018) ·
Duitsland (2008) ·
Engeland (2018) ·
Engeland (2021) ·
Frankrijk (2018) ·
Ierland (2012) ·
IJsland (2018) ·
Italië (2012) ·
Japan (2006) ·
Kameroen (2014) ·
Marokko (2022, 1) ·
Marokko (2022, 2) ·
Mexico (2014) ·
Nigeria (2018) ·
Oostenrijk (2008) ·
Polen (2008) ·
Rusland (2018) ·
Schotland (2021) ·
Spanje (2012) ·
Spanje (2021) ·
Tsjechië (2016) ·
Tsjechië (2021) ·
Turkije (2008) ·
Turkije (2016)
FSGC · A-internationals · Bondscoaches · Statistieken · San Marino U21 · San Marino U19 · San Marino U18 · San Marino U17 · San Marino U16
1986 – 1989 · 1990 – 1999 · 2000 – 2009 · 2010 – 2019 · 2020 – 2029
2000 · 2001 · 2002 · 2003 · 2004 · 2005 · 2006 · 
Albanië · 
Andorra ·
Azerbeidzjan ·
België · 
Bosnië en Herzegovina · 
Bulgarije ·
Canada ·
Cyprus ·
Denemarken ·
Duitsland · 
Engeland · 
Estland · 
Faeröer · 
Finland · 
Gibraltar · 
Griekenland · 
Hongarije · 
Ierland · 
IJsland ·
Israël · 
Italië · 
Kaapverdië ·
Kazachstan ·
Kosovo ·
Kroatië · 
Letland · 
Libanon · 
Liechtenstein · 
Litouwen · 
Luxemburg ·
Malta ·
Moldavië ·
Montenegro ·
Nederland · 
Noord-Ierland · 
Noorwegen ·
Oekraïne ·
Oostenrijk · 
Polen · 
Roemenië · 
Rusland · 
Saint Kitts en Nevis ·
Saint Lucia ·
Schotland · 
Servië en Montenegro · 
Seychellen ·
Slovenië · 
Slowakije · 
Spanje · 
Syrië ·
Tsjechië · 
Turkije · 
Wales · 
Wit-Rusland · 
Zweden · 
Zwitserland
Nederland (2011)